# Armée catholique et royale d'Anjou et du Haut-Poitou
L'Armée catholique et royale d'Anjou ou Armée catholique et royale d'Anjou et du Haut-Poitou, surnommée la Grande Armée, était une armée royaliste pendant la guerre de Vendée. C'était l'armée la plus importante de l'Armée catholique et royale de Vendée.

## Mars-Juillet 1793
- Division de Saint-Florent-le-Vieil, 12 000 hommes :
Général de division : Charles Artus de Bonchamps
Général de division : Jacques Cathelineau[1]
- Division de Cholet et de Beaupréau, 9 000 hommes :
Général de division : Maurice Gigost d'Elbée
- Division de Maulévrier, 3 000 homme s:
Général de division : Jean-Nicolas Stofflet
- Division de Châtillon-sur-Sèvre, 7 000 hommes :
Général de division : Henri du Vergier de La Rochejaquelein
- Division de Bressuire, 6 000 hommes :
Général de division : Louis de Salgues de Lescure
- Division d'Argenton-les-Vallées, 2 000 homme s:
Général de division : de Laugrenière
- Division du Loroux, 3 000 hommes :
Général de division : François de Lyrot de La Patouillère

## Juin 1794
En juin 1794, l'état-major de l'armée d'Anjou est réorganisé :
- Général en chef : Jean-Nicolas Stofflet
- Lieutenant-général : La Bouëre
- Major-général : Trottouin
- Chef de la cavalerie : Rostaing
- Chef de l'infanterie : Berrard
- Chef de l'artillerie : Bertrand Poirier de Beauvais
- Secrétaire-général : Henri Michel Gibert
- Commissaire-général, chargé du civil : Abbé Bernier